# Günter Gerlach
Günter Gerlach (1953) is een Duitse botanicus. Hij is gespecialiseerd in orchideeën en is (mede)auteur van meerdere botanische namen van orchideeën, waaronder Chondroscaphe, Chondroscaphe chestertonii, Coryanthes verrucolineata en Paphinia seegeri.
Gerlach is werkzaam als hoofdconservator van Botanischer Garten München-Nymphenburg. Hij verricht onder meer onderzoek naar het orchideeëngeslacht Coryanthes. Voor onderzoek is hij meerdere keren naar tropisch Amerika afgereisd. Hij participeert in de Flora Mesoamericana, een samenwerkingsproject dat is gericht op het in kaart brengen en beschrijven van de vaatplanten van Meso-Amerika.
Karlheinz Senghas en Hans-Gerhardt Seeger  hebben Coryanthes gerlachiana naar hem vernoemd.